# 紐約蘇豪區
蘇豪區（英語：SoHo 或 Soho）是紐約市曼哈頓下城的一個街區。自 20 世紀起是許多紐約藝術家的閣樓和藝術畫廊的所在地，以各種商店而聞名，有許多時尚高檔精品店以及國內和國際連鎖店。該地區是市中心再生和提升的成功典型案例，在區域內的社會經濟、文化、政治和建築發展等面向，都同步得到推升發展。
“SoHo”源自於“休斯頓街以南”的地區代稱，是城市規劃師Chester Rapkin 於 1962 年創造，他撰寫出版“南休斯頓工業區研究”，也稱為《Rapkin 報告》。
整個蘇荷區大致包含在1973 年紐約市地標保護委員會所指定的“蘇荷鑄鐵歷史區”(SoHo –Cast Iron Historic District)。該區於 2010 年受指定延長，並於 1978 年被列入國家史蹟名錄，並受宣佈為國家歷史地標。 SoHo 區由 26 個街區和大約 500 座建築物組成， 區內建築融合有許多鑄鐵的元素，在街區人行道上多鋪排有比利時鋪地石。 
蘇荷區是以北面的休斯敦街、東面的拉斐特街、南面的運河街與西面的瓦瑞克街為界。該地地名「SoHo」是“South”和“Houston”的开头融合而成，意为“south of Houston Street”（休斯頓街以南），也用來向英国伦敦的蘇豪區（Soho）致敬。蘇荷區是曼哈頓行政區 2 區的一部分，其主要郵政編碼為 10012 和 10013。分由紐約市警察局的第一和第五分局負責巡邏。

## 地理位置
紐約市具有文化多樣性，依其不同的來源，會定義出不同的社區邊界。就蘇荷區而言，各界都同意該區的北界是休斯頓街，南界是運河街，但對於東、西界的位置就一直有所爭議。
1974 年，蘇荷區名稱首次出現後不久，《紐約時報》描述其區界為“從休斯頓街延伸到西百老匯和拉斐特街之間的運河街”但《紐約市百科全書》報導說，蘇荷區東界是克羅斯比街，西界是第六大道， 此定義與谷歌地圖顯示的邊界相同。 然而，美國建築師學會紐約市指南中，將布魯姆街以北的蘇荷區西部，定義為西百老匯，而紐約雜誌將東界定義為拉斐特街，將西界定義為哈德遜河。 紐約市官方網的地圖就“蘇荷區”寫到：在百老匯附近的休斯頓街和運河街之間大致等距的空間。 
在 1990 年代，房地產經紀人試圖就西休斯頓街下方的鄰近社區，試圖給予新稱謂，但就是否稱之為“西蘇荷區”、“哈德遜廣場”或“南村”，各界一直沒有達成共識。 美國建築師學會紐約市指南僅籠統稱呼該社區為“磚塊和玻璃的交匯處”，並將其西部區域稱為“玻璃屋區”。

## 早年發展
在殖民時期，該土地是荷蘭西印度公司提供奴隸解放所用的農田，也是曼哈頓島上第一個自由黑人定居點。土地在 1660 年代被私人收購，中間曾被州政府沒收，但之後又判定歸還。由於曼哈頓島上的溪流和丘陵等自然屏障，遲滯當時紐約市向北發展延伸的速度；以致在 18 世紀，該地區仍可保有其鄉村郊區的特色。 在美國獨立戰爭期間，該地區是眾多防禦工事的所在地；戰後部分土地釋出並切割成多個區塊，但仍無助於發展，只有在百老匯和運河街一帶有些製造業。
直到該地區土地持有者的集體反應後，該地區終於開始進行開發，建造運河以將雨水收集池的污水排入哈德遜河，再以附近山丘的泥土將其填滿。在百老匯和運河街陸續鋪設人行道後，逐漸有人遷入在該地安家立業。

## 產業崛起
該地區早期建築是聯邦風格和希臘復興式建築風格，到 19 世紀中葉，堅固的磚石和鑄鐵結構開始取代原有的地區風格。沿著百老匯，大理石外觀的商場、酒店逐一開始營業，劇院也緊隨其後。運河街和休斯頓街之間的百老匯，成為紐約熱鬧的購物區、劇院和娛樂中心；百老匯附近的小街成為紅燈區，開始有妓院開設。這些風格的轉變，趕走了原有的中產階級，由小型製造業進駐取代，逐漸出現櫥櫃製造商、木材廠、黃銅產品企業、瓷器和玻璃器皿製造商、鎖匠、鼻煙製造商和圖書出版商。
在美國內戰期間，該區的人口外移，包括蘇荷區在內的第八區共計失去25%人口。1873年恐慌之後，產業形態再次轉變，大型製造商開始進駐，尤其是紡織業，該地區成為紐約市的商業批發、乾貨貿易中心，並引發房地產的投機熱潮。直到19 世紀末結束，城市中心繼續向上城區移動，該地區的整體品質開始低落。
二戰後，紡織業大量轉移到美國南方，以致該區許多大型建築空置，轉變成為倉庫、印刷廠所，也有部分拆建轉換成為加油站、汽車維修店和停車場。到 1950 年代，該地區已成為工業荒地，白天是血汗工廠，晚上則空無一人，被戲稱為“地獄百畝”（英語：Hell's Hundred Acres）。直到 1960 年代，當許多藝術家開始對空蕩建築內的天花板挑高和許多藝術窗戶感興趣時，社區才開始進入再次的轉型。 

## 鑄鐵建築的年代
紐約市約有 250 座鑄鐵建築，其中大部分位於蘇荷區，是世界上最多的鑄鐵建築收藏。鑄鐵最初被用作現有建築物的裝飾正面外牆，以增加現代裝飾性，讓舊工業建築更新後能夠吸引新商業客戶。大部分外牆是在 1840 年至 1880 年間建造，成為蘇荷區的建築特色。
外牆使用鑄鐵比石材或磚材便宜，裝飾模具在許多建築物可互換使用，且可以輕鬆補強重新鑄造；而且建築物可以短時間內建成，甚至少於4個月。儘管建造週期很短，但品質並沒有受到影響。在過去，青銅是常用的建築金屬，建築師後來發現，鑄鐵便宜並可提供精細複雜的圖案。經典的法國和意大利建築設計經常被用為外牆模型，且用米色鑄鐵以模擬石材色澤。
由於鐵質柔韌且易於成型，因此可以產生華麗有弧形的窗框，並且金屬的強度使這些框架具有高度。過去工業區建築內部陰暗，室內須使用燈火照明，後來透過大型鑄鐵窗戶可以充分採光。鑄鐵的強度可撐起室內高天花板，讓建築內部變得寬敞且實用。許多建築師認為鑄鐵在結構上比鋼更為堅固而且耐火，當受熱時鑄鐵會彎曲，在在滅火水柱下自動破裂。 1899 年，建築法令強制要求用磚石支撐鑄鐵正面，因此結束了鑄鐵時代。

## 抗拒公路建設
1960 年代，蘇荷區被規劃為兩條大型高架公路的所在地，屬於城市規劃大師羅伯·摩斯 的曼哈頓全盤規劃，旨在創建一條東西連結的運輸幹道，連接曼哈頓東側的曼哈頓大橋、威廉斯堡大橋，以及西側的荷蘭隧道。
但許多歷史建築的民間保護者受到激怒，因為之前1963年賓夕法尼亞車站的改造計畫曾造成破壞，也危及其他歷史建築。他們知道下城區的高架公路建設將會使得大量 19 世紀鑄鐵建築面臨威脅，對該計畫提出挑戰。
1966 年約翰•林賽成為紐約市市長，其立場是推動高架公路通過下城，強調城市幹線的重要性。儘管如此，珍·雅各、Tony D'Apolito、Margot Gayle 等人極力反對，結合當地公民領袖，以及蘇荷區藝術家居民共同對抗，導致下城高架公路的建設計畫最終出局。

## 藝術家進駐
高架公路計畫遭廢止後，城市留下大量的歷史建築。在1970 年代，該等建築對於曼哈頓的製造業和商業的業者而言，缺乏吸引力。許多建築物上層有大面積無障礙的空間，而且大窗戶有自然光，加上低租金，因此吸引藝術家租用漸漸搬走的工廠，變成工作室及攝影樓，其鄰近區域也在其後的數十年內急速發展但該區本非住宅用途無相關的配備，但有許多建築被非法用作生活空間。這些違規行受到普遍的忽視，因為當時城市經濟不景氣，藝術家進駐也是一種需求，否則建築會成為空置。
紐約市政府擔心不符建築使用規範的空間佔用，嘗試阻止藝術家人數持續增長，以保留製造業重返紐約市的機會。但在“藝術家租戶協會”和“蘇荷區藝術家協會”的抗爭下，市政府放棄原有的工業空間限制，於 1971 年修訂分區決議，允許藝術家工作區結合居住功能。另獲得文化事務部的認證，建立M1-5a 和 M-5b 分區，允許視覺藝術家住在他們工作的地方。1973 年該地區受指定為 蘇荷—鑄鐵歷史街區。
蘇荷鑄鐵歷史區（英語：SoHo–Cast Iron Historic District）是蘇荷區內的小區，原本西至西百老匯（West Broadway）的東端，東至克羅斯比街（Crosby Street）的西端，於2010年擴展至幅蓋大部分的西百老匯，東面亦包含拉斐特和中心街。現佔地73英畝（30公頃），由26個街區和大約500座建築物組成，當中很多仍然保留著鑄鐵建築的風格，而區內的行人路則以比利時石塊所鋪設。

## 區域轉型
2005年，市政府開始允許歷史街區空地上建設住宅。但該市從 1980 年代開始就沒有執行新的分區法，該社區開始吸引大量的富裕居民進駐。由於 1982 年《閣樓法》提供的租金穩定保護，除了許多藝術家擁有合資企業外，早期進駐的藝術家仍仍有在該地生活。但許多藝術家陸續搬走，餘下藝術館、精品店、特色餐廳及年輕專業人士留守。在 1990 年代中期，大部分畫廊搬到了切爾西，僅有有幾家畫廊保留在該區。
蘇荷區的連鎖店集中在附近的北部地區，沿著百老匯、王子街和春天街。該地區的人行道上經常擠滿了遊客和小販，在路中出售珠寶、T 恤和其他作品。 蘇荷區以其商業化和不拘一格的精品購物風格而聞名。 
回顧1970 年代，蘇荷區曾經是貧窮藝術家和小工廠的死水區域，轉眼成為尋求時尚服裝和精美建築的熱門旅遊目的地，還有極其昂貴的房地產。其歷史轉變來自於其位置、建築、生活空間吸引力，以及藝術工作者的資源。這種城市向上轉型的模式通常被稱為“蘇荷效應”，在美國許多城市也都有類似的發展經驗。 
儘管該街區在過去幾十年有重大轉變，但該區仍然反映紐約市的工業遺產，因此任何新的住宅開發都需要特別許可。 紐約市在 2019 年開始了一項名為“Envision SoHo/NoHo”的公眾諮詢，以規劃未來的成長與變化，使土地使用能符合該社區的利用現況。